# Tarmtang
Tarmtang kan også henføre til et kirurgisk instrument.
Tarmtang er en dansk betegnelse – der efterhånden har vundet indpas i helsekostbranchen – for spiselige grønalger af den type, der på japansk benævnes aonori (青海苔, aonori, "grønalger").
Aonori kan være mange forskellige arter fra især de to slægter Monostroma og Enteromorpha (rørhinde), begge af ordenen Ulvales (ligesom havsalat).
Mange steder i Japan og Korea dyrkes de kommercielt, enten i lavvandede bugter eller på dybt vand vha. flåder.
Rørhinder er alger bestående af lysegrønne rørformede skud.
De er meget almindelig i Danmark og vokser hvor grunden består af grus eller sten, både ved Vestkysten og i Østersøen.

## Som fødevare
Aonori indeholder mange mineraler og vitaminer.
Kan anvendes frisk eller tørret som krydderi i madlavning.

## Klassifikation
Her nævnes kun arter i ordenen Ulvales, der almindeligvis bruges som fødevare.
- Ulvaceae
  - Enteromorpha
    - E. compressa
    - E. clathrata
    - E. intestinalis (Tarmrørhinde)
    - E. linza
    - E. prolifera

  - Ulva
    - U. lactuca (Havsalat)
    - U. reticulata
- Monostromataceae
  - Monostroma
    - M. bullosum
    - M. grevillei (Kræmmerhusalge)